# Rotrud II van Perche
Rotrud II van Perche ook bekend als Rotrud I van Châteaudun (overleden in 1080) was van 1044 tot aan zijn dood graaf van Perche en burggraaf van Châteaudun. 

## Levensloop
Rotrud II was de zoon van graaf Godfried I van Perche, onder de naam Godfried II eveneens burggraaf van Châteaudun, en diens echtgenote Helvise, dochter van heer Rainard van Pithiviers. Na de dood van zijn oudere broer Hugo I werd hij in 1044 graaf van Perche en burggraaf van Châteaudun.

Hij deed verschillende donaties aan de Saint-Vincentabdij van Le Mans en aan de Saint-Denisabdij van Nogent-le-Rotrou. Om de moord op zijn vader te wreken, viel hij bisschop Diederik van Chartres aan, een actie waarvoor hij korte tijd werdgeëxcommuniceerd.
Rotrud vocht tegen  Willem II van Goüet, een bondgenoot van graaf Stefanus II van Blois, om de bolwerken in Perche-Gouët. Ook steunde hij de opstand van Robert Curthose tegen zijn vader Willem de Veroveraaren Rogier II van Montgomery. 
Rotrud stierf rond 1080. Hij werd als graaf van Perche opgevolgd door zijn zoon Godfried II en als burggraaf van Châteaudun door zijn zoon Hugo III.

## Huwelijk en nakomelingen
Rotrud was gehuwd met Adelise, dochter van heer Guérin van Domfront. Ze kregen volgende kinderen:
- Godfried II (overleden in 1100), graaf van Perche en Mortagne
- Hugo III (overleden in 1110), burggraaf van Châteaudun
- Rotrud (overleden na 1110), heer van Montfort-le-Rotrou
- Fulco (overleden na 1078)
- Helvise (overleden na 1078)

Ook had hij een buitenechtelijke zoon Robert (overleden na 1095), die als bijnaam Manda Guerra kreeg.